# Тенкри
Тенкри́ (фр. Tincry) — коммуна во французском департаменте Мозель региона Лотарингия. Относится к кантону Дельм.	

## География
Тенкри расположен в 30 км к юго-востоку от Меца. Соседние коммуны: Бакур на севере, Превокур на северо-востоке, Вивье на юго-востоке, Донжё на юге, Дельм и Пюзьё на юго-западе, Ксокур на западе.

## История
- Следы галло-романской культуры.
- Собственность последовательно аббатства Сен-Максимен в Трире, аббатства Сен-Арнуль в Меце и Меттлаш.
- Феод сеньоров де Тенкри и де Сальм провинции Лотарингия.

## Демография
По переписи 2008 года в коммуне проживал 201 человек.	

## Достопримечательности
- Доисторическое поселение в месте, называемом Мон-де-Тенкри («Римский лагерь»).
- Дома XVII—XVIII веков.
- Развалины замка-крепости.
- Церковь Сен-Медар 1769 года.